# Lasioglossum scoteinum
Lasioglossum scoteinum är en biart som beskrevs av Ebmer 1998. Lasioglossum scoteinum ingår i släktet smalbin, och familjen vägbin. Inga underarter finns listade i Catalogue of Life.